# Ескулапова псевдокоралова змия
Ескулаповите псевдокоралови змии (Erythrolamprus aesculapii) са вид влечуги от семейство Смокообразни (Colubridae).
Разпространени са в тропическите гори на Южна Америка.
Таксонът е описан за пръв път от шведския ботаник и зоолог Карл Линей през 1758 година.

## Подвидове
- Erythrolamprus aesculapii aesculapii
- Erythrolamprus aesculapii monozona
- Erythrolamprus aesculapii tetrazona